# 貳樓餐廳
貳樓餐廳（英語：Second Floor Restaurant）是台灣的一家連鎖異國料理品牌，分店遍佈台灣北中南主要都會區。

## 創立歷史
很喜歡飲食的黃寶世，因為家裡關係，所以他從16歲開始打工，他在創辦前，曾經跟朋友合資開過簡餐店、小酒吧，決定在2007年創辦貳樓餐廳。

## 分店
目前貳樓餐廳只在臺灣開設分店，共有20家分店，大多位於臺灣北部。
| 範圍 | 縣市   | 店名           | 地址                                                 |
| ---- | ------ | -------------- | ---------------------------------------------------- |
| 北區 | 臺北市 | 敦南店         | 台北市大安區敦化南路二段63巷14號                     |
| 北區 | 臺北市 | 公館店         | 台北市中正區羅斯福路三段316巷9弄5號                  |
| 北區 | 臺北市 | 微風台北車站店 | 台北市中正區北平西路3號(台北車站2樓)                 |
| 北區 | 臺北市 | 仁愛店         | 台北市中正區仁愛路二段108號(仁愛路及新生南路交叉口)  |
| 北區 | 臺北市 | 南港車站店     | 台北市南港區忠孝東路七段359號(南港車站B棟2F)         |
| 北區 | 臺北市 | 西湖店         | 台北市內湖區內湖路一段300號                          |
| 北區 | 臺北市 | 師大店         | 台北市大安區師大路24號                               |
| 北區 | 臺北市 | 中山南西店     | 台北市中山區中山北路二段16巷22號                     |
| 北區 | 臺北市 | 微風南山店     | 台北市信義區松智路17號7樓                            |
| 北區 | 新北市 | 淡水站前店     | 新北市淡水區中山路8號6樓(大都會廣場)                 |
| 北區 | 新北市 | 板橋店         | 新北市板橋區遠東路62之6號(TPKD大樓1樓)               |
| 北區 | 新北市 | 林口店         | 新北市林口區民富街108號                              |
| 北區 | 桃園市 | 桃園台茂店     | 桃園市蘆竹區南崁路一段112號(台茂購物中心1樓)         |
| 北區 | 桃園市 | 桃園華泰店     | 桃園市中壢區春德路189號3樓                           |
| 北區 | 新竹市 | 新竹店         | 新竹市東區新莊街212號                                |
| 中區 | 臺中市 | 公益店         | 台中市南屯區公益路二段172號                          |
| 中區 | 臺中市 | 台中秀泰文心店 | 台中市南屯區文心南路289號1樓(秀泰生活台中文心店)     |
| 南區 | 嘉義市 | 嘉義店         | 嘉義市西區國華里文化路299號1樓(秀泰生活嘉義店)       |
| 南區 | 臺南市 | 台南店         | 台南市中西區中華西路二段579號                        |
| 南區 | 高雄市 | 高雄店         | 高雄市前鎮區中安路1之1號2樓(高雄SKM Park 大道西-2樓) |

## 外部連結
- Second Floor Cafe 貳樓餐飲的Facebook專頁
- 貳樓餐廳 （页面存档备份，存于）